# Mannheim Redskins
Die Mannheim Redskins waren ein American-Football-Team aus Mannheim. Die Mannschaft gehörte bis 1988 der Bundesliga an und wurde 1981 deutscher Vizemeister.

## Geschichte
Die Mannheim Redskins wurden 1979 gegründet. 1981 spielte man in der Nordwestdeutschen Football Liga und konnte den zweiten Platz erreichen. Im Endspiel in Gelsenkirchen unterlag man dem Vorjahresmeister Düsseldorf Panther vor 10.000 Zuschauern. Im folgenden Jahr wechselte man in die Bundesliga, wo allerdings nur knapp der Abstieg verhindert werden konnte. 1984 wurde das Viertelfinale um die Deutsche Meisterschaft erreicht, 1985 der siebte Platz und 1986 das Achtelfinale.
Dann begann ein stetiger Niedergang. 1988 mussten die Redskins in die zweite Liga absteigen, wo sie sich bis 1993 halten konnten. Dann folgte der Abstieg in die Regionalliga und 1995 gar in die Oberliga. 1996 konnte die Mannschaft verstärkt werden. Bereits im Jahr darauf gelang der Wiederaufstieg in die Regionalliga und 1998 sogar die Aufstieg in die Zweite Bundesliga. Das Jahr 1999 in der Zweiten Liga war jedoch nicht erfolgreich. Die Mannschaft löste sich auf, und es fand kein Spielbetrieb mehr statt.
In der Tradition der Mannheim Redskins sahen sich die Viernheim Redskins, die ab 2001 in Viernheim einen Neuaufbau begannen und dann als TV Bürstadt Redskins nach Bürstadt wechselten, und die Rhein Pirates in Ludwigshafen am Rhein, die sich 2000 aus den Rhein-Neckar-Mannschaften Mannheim Redskins, Ludwigshafen Titans und Worms Wizzards bildeten.